# Kim (historietista)
Joaquim Aubert Puigarnau, más conocido por su nombre artístico de Kim (Barcelona, 10 de noviembre de 1941) es un dibujante de historietas español.

## Biografía
Hijo de un represaliado por el franquismo, Joaquim Aubert estudió Bellas Artes y se interesó primero por la pintura. Publicó sus primeros cómics en la revista musical Vibraciones, bajo la influencia del cómic underground de Estados Unidos. Ha colaborado también con otras revistas, como Por Favor, Mata Ratos, Rambla, El Víbora y Makoki.
En 1977 inició su colaboración con el semanario humorístico El Jueves, del que fue miembro fundador. Para esta revista, la última superviviente del boom del cómic adulto, creó su serie Martínez el Facha. Esta sátira de la extrema derecha española ha sido recopilada en más de una veintena de álbumes. 
En 1995 fue galardonado con el Gran Premio del Salón del Cómic de Barcelona, en 2007 con el Premio Internacional de Humor Gat Perich y en 2010 con el Premio Notario del Humor. En 2006, había asistido como invitado a las XI Jornadas de Cómic de Avilés.
En 2009 realiza, con guion de Antonio Altarriba, su primera novela gráfica concebida como tal: El arte de volar. Por ella obtiene multitud de premios, incluyendo el Premio Nacional del Cómic de España (2010), y se coloca, en palabras del teórico Antonio Martín, «a la altura de los más grandes historietistas españoles».

## Estilo
Dueño de un minucioso dibujo, Kim «posee la capacidad única de introducirse en las escenas que dibuja (como, a su manera, por ejemplo, lo fue también el gran Opisso)».

## Obra
| Fecha     | Título                                                                                  | Guionista         | Tipo                                                                               | Publicación          |
| --------- | --------------------------------------------------------------------------------------- | ----------------- | ---------------------------------------------------------------------------------- | -------------------- |
| 1977-2015 | Martínez el Facha                                                                       | Kim               | Serie                                                                              | El Jueves            |
| 2009      | El arte de volar                                                                        | Antonio Altarriba | Novela gráfica                                                                     | Edicions de Ponent   |
| 2011      | Las pelis de tu vida                                                                    | Kim               | Álbum recopilatorio de historietas paródicas aparecidas originalmente en El Jueves | Diábolo Ediciones    |
| 2012      | Con el moscardo tras la oreja. ¡La trágica verdad sobre el asedio al Alcázar de Toledo! | Hernán Migoya     | Entrega del serial "Nuevas Hazañas Bélicas"                                        | Glénat España        |
| 2013      | La casa del sol naciente                                                                | Antonio Altarriba | Historieta de 14 p.                                                                | Panorama (Astiberri) |
| 2016      | El ala rota                                                                             | Antonio Altarriba | Novela gráfica                                                                     | Norma                |
| 2018      | Nieve en los bolsillos                                                                  | Kim               | Novela gráfica                                                                     | Norma                |
| 2023      | Fouché, el genio tenebroso                                                              | Stefan Zweig      | Novela gráfica                                                                     | Norma                |